# NGC 7672
NGC 7672 est une galaxie spirale située dans la constellation de Pégase. Sa vitesse par rapport au fond diffus cosmologique est de 3 641 ± 26 km/s, ce qui correspond à une distance de Hubble de 53,7 ± 3,8 Mpc (∼175 millions d'al). NGC 7672 a été découverte par l'astronome l'astronome irlandais R. J. Mitchell en 1857.
La classe de luminosité de NGC 7672 est II et elle présente une large raie HI. C'est une galaxie active de type Seyfert 2.
À ce jour, une seule mesure non basée sur le décalage vers le rouge (redshift) donne une distance d'environ 47,400 Mpc (∼155 millions d'al). Cette valeur est à l'extérieur des valeurs de la distance de Hubble. Notons que c'est avec la valeur moyenne des mesures indépendantes, lorsqu'elles existent, que la base de données NASA/IPAC calcule le diamètre d'une galaxie et qu'en conséquence le diamètre de NGC 7672 pourrait être d'environ 19,7 kpc (∼64 300 al) si on utilisait la distance de Hubble pour le calculer.

## Paire de galaxies

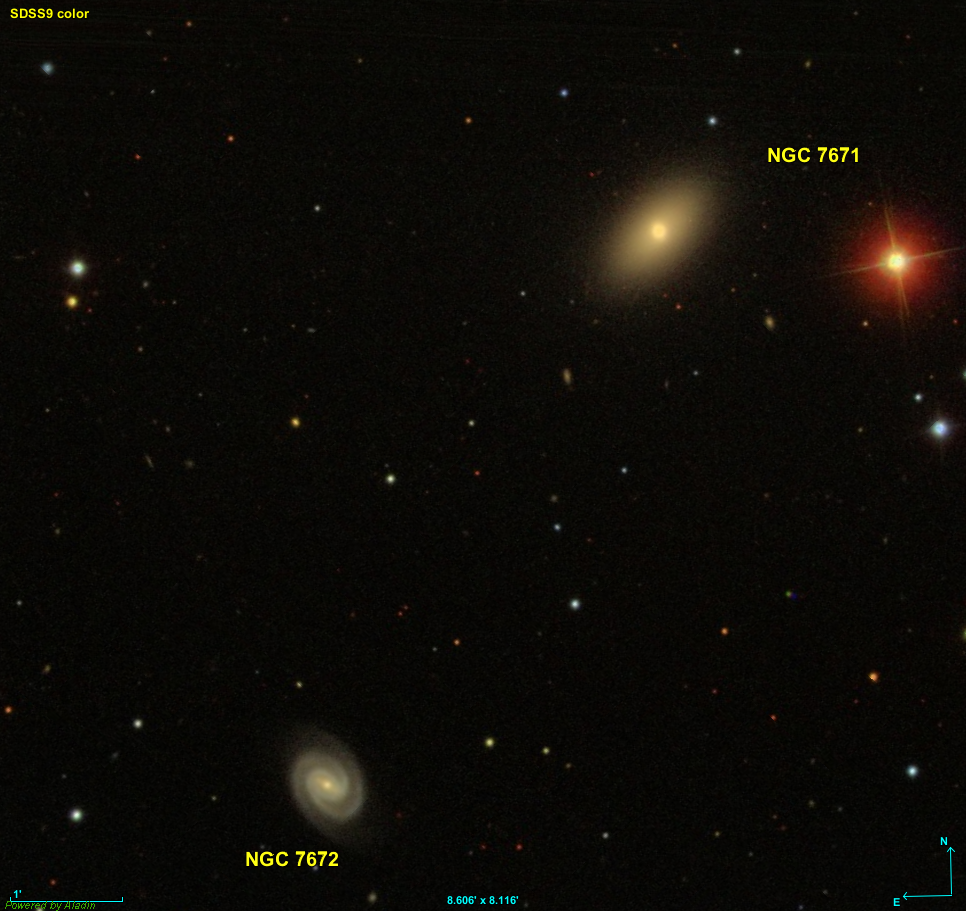
La paire de galaxies NGC 7671 et NGC 7672.

Selon E.L. Turner, les galaxies NGC 7671 et NGC 7672 forment une paire de galaxies rapprochées.. La distance de Hubble de NGC 7671 est égale à 50,47 ± 3,57 Mpc (∼165 millions d'al), presque la même que celle de NGC 7671. Il est donc probable que ces deux galaxies forment une paire réelle. D'ailleurs, l'image obtenue des données du relevé SDSS montre une légère déformation de NGC 7671 vers la galaxie compagne. Ces deux galaxies pourraient donc être en interaction gravitationnelle.